# Грос-Саус
Грос-Са́ус (нем. Groß-Sauß), также мы́за Са́усти (эст. Sausti mõis) — рыцарская мыза на севере Эстонии в волости Кийли уезда Харьюмаа. 
Согласно историческому административному делению, относилась к приходу Юри (нем. Kirchspiel Jürgens).

## История мызы
Впервые упоминается в 1453 году. Тогда уже могли быть построены первые каменные здания мызы, и подвальные помещения построенного в то время главного здания могут восходить к средним векам.
В XVII веке мыза принадлежала дворянскому роду Шаренбергов (Scharenberg). Тогда было возведено большое и представительное главное здание (господский дом) в стиле барокко, которое позже было уничтожено. 
Когда в первой половине XVII века от мызы Саусти отделили мызу Фридрихсгоф (которая в то время носила ещё название Вяйке-Саусти (эст. Väike-Sausti mõis, с эст. — Маленькая Саусти), старую мызу стали называть Суур-Саусти (эст. Suur-Sausti mõis, нем. Groß-Sauß — Большая Саусти).
После Северной войны в нескольких сотнях метров южнее старых главных зданий (господских домов) средневековой мызы и мызы шведского времени было построено новое главное здание.
На военно-топографических картах Российской империи (1846–1863 годы), в состав которой входила Эстляндская губерния, мыза обозначена как мз. Гросъ Саусъ.
От старого господского особняка мызы остались только подвалы, которые сохранились в задней части мызного парка.

## Главное здание
Сохранившееся до наших дней главное здание было построено как минимум в двух частях. Более старая часть была построена семьёй Тизенгаузенов на рубеже XVIII—XIX веков. В начале XX века была пристроена новая массивная двухэтажная часть. В XVIII—XIX веках была также построена большая часть вспомогательных зданий (хозяйственных построек), в основном на юго-востоке и юге от главного здания.

## Мызный комплекс
Мызный комплекс в начале 1990-х годов был продан в частное владение. За этим последовала существенная реконструкция и реставрация главного здания, парка и различных мызных строений, что сделало мызу Саусти одной из наиболее красиво отреставрированных мыз в Эстонии. Вместе с тем ни главное здание, ни какой-либо другой объект мызного комплекса не внесены в Государственный регистр памятников культуры Эстонии.
Мыза используется для проведений конференций, банкетов и других праздничный мероприятий.
На востоке от главного здания раскинулся живописный пруд.